# Sydney Anderson (Politiker)

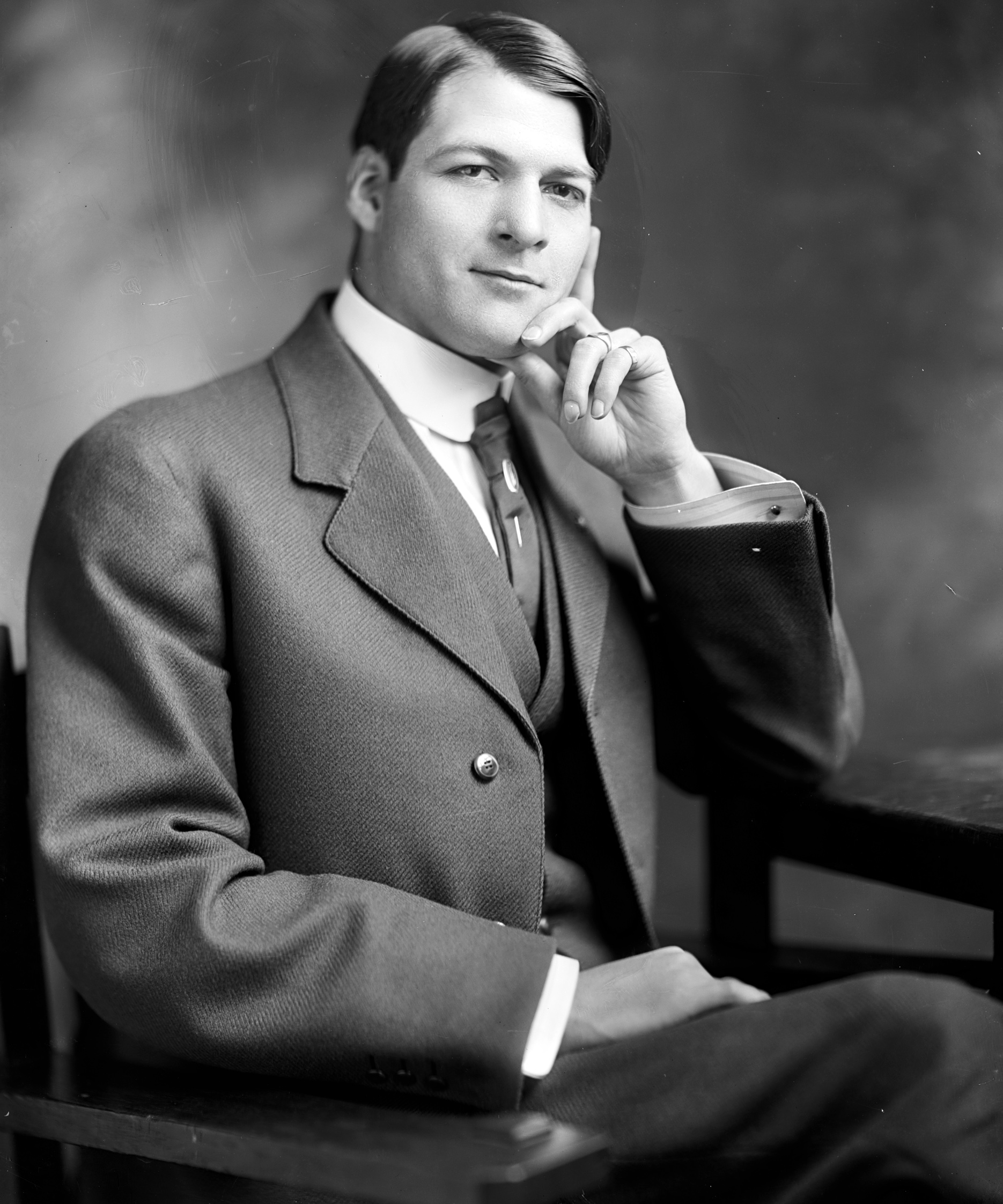
Sydney Anderson

Sydney Anderson (* 18. September 1881 in Zumbrota, Goodhue County, Minnesota; † 8. Oktober 1948 in Minneapolis, Minnesota) war ein US-amerikanischer Politiker. Zwischen 1911 und 1925 vertrat er den Bundesstaat Minnesota im US-Repräsentantenhaus.

## Werdegang
Sydney Anderson besuchte die öffentlichen Schulen seiner Heimat. Danach nahm er als einfacher Soldat am Spanisch-Amerikanischen Krieg teil. Im Jahr 1899 absolvierte er die High School. Anschließend studierte er am Highland Park College in Des Moines (Iowa) und an der University of Minnesota in Minneapolis. Nach einem anschließenden Jurastudium und seiner im Jahr 1903 erfolgten Zulassung als Rechtsanwalt begann er in Minneapolis in seinem neuen Beruf zu arbeiten. Zwischenzeitlich verlegte er seinen Wohnsitz und seine Kanzlei nach Kansas City in Missouri und dann nach Lanesboro in Minnesota.
Politisch war Anderson Mitglied der Republikanischen Partei. 1910 wurde er im ersten Wahlbezirk von Minnesota in das US-Repräsentantenhaus in Washington, D.C. gewählt, wo er am 4. März 1911 die Nachfolge von James Albertus Tawney antrat. Nach sechs Wiederwahlen konnte er bis zum 3. März 1925 sieben zusammenhängende Legislaturperioden im Kongress absolvieren. In den Jahren 1921 und 1922 war er Vorsitzender der Congressional Joint Commission of Agricultural Inquiry, eines aus Mitgliedern des Repräsentantenhauses und des Senats bestehenden Ausschusses, der sich mit landwirtschaftlichen Angelegenheiten befasste.
In Andersons Zeit im Kongress fiel der Erste Weltkrieg. Außerdem wurden während seiner Amtszeit die Verfassungszusätze 16 bis 19 beraten und verabschiedet. Dabei ging es um die bundesweite Einkommensteuer, die Direktwahl der US-Senatoren (beide im Jahr 1913), das Prohibitionsgesetz (1919) und die bundesweite Einführung des Frauenwahlrechts (1920).
1924 verzichtete Anderson auf eine erneute Kandidatur. In den folgenden Jahren bis zu seinem Tod bekleidete er mehrere führende Positionen bei verschiedenen Organisationen und Firmen. So war er unter anderem Vizepräsident der Forschungsabteilung des National Transportation Institute in Washington sowie Präsident der Millers’ National Federation (Bundesvereinigung der Mühlenbesitzer) in Chicago und Washington. Von 1930 bis zu seinem Tod im Jahr 1948 war er im Vorstand der Firma General Mills, Inc. in Minneapolis. Ab 1943 amtierte er auch als Präsident der Transportation Association of America in Chicago. Anderson starb am 8. Oktober 1948 in Minneapolis.